# Phrurolithus tepejicanus
Phrurolithus tepejicanus är en spindelart som beskrevs av Willis J. Gertsch och Davis 1940. Phrurolithus tepejicanus ingår i släktet Phrurolithus och familjen flinkspindlar. Inga underarter finns listade i Catalogue of Life.